# Disequazione lineare
Una disequazione è lineare se l'incognita {\displaystyle x} compare con un grado che al massimo è 1.. Essa può essere intera o fratta: è intera quando l'incognita compare solo al numeratore delle eventuali frazioni presenti; è fratta se l'incognita compare anche, o solo, al denominatore:
{\displaystyle {1 \over 2}x+3<4x-{5 \over 6}} è una disequazione lineare intera,
{\displaystyle {1 \over x+2}-{3 \over 4}>0\;\;} oppure {\displaystyle \;\;{3-2x \over 4x+7}>1} sono disequazioni lineari fratte.
Le disequazioni lineari intere si risolvono come una qualsiasi disequazione intera, ossia applicando i principi di equivalenza, mentre una disequazione lineare fratta viene risolta seguendo le regole delle disequazioni fratte, ossia studiando il segno della frazione al variare di {\displaystyle x}.